# Ivar Alexander Kyander

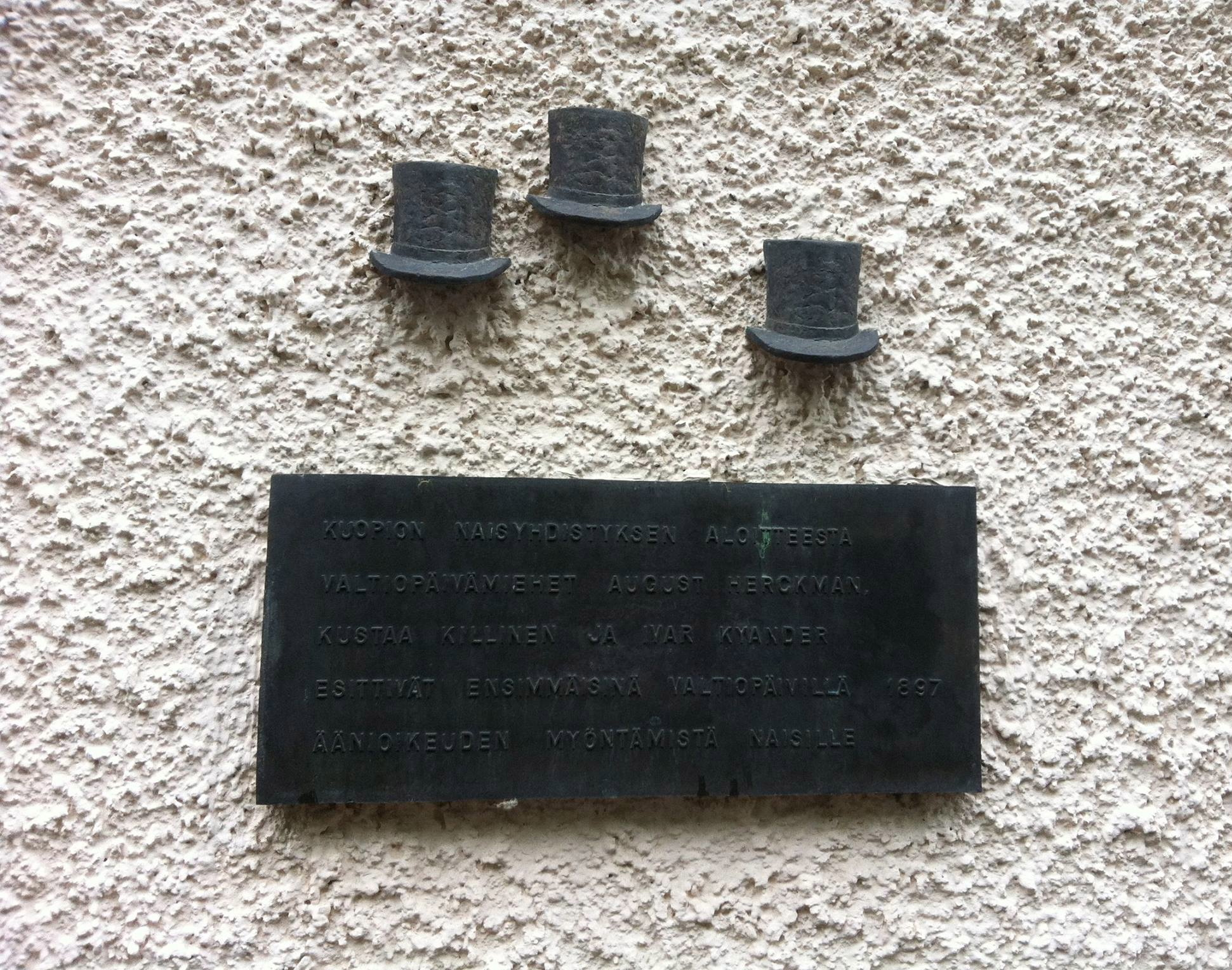
Minnesmärke över lantdagsmännen Herckman, Kinninen och Kyander av konstnären Taru Mäntynen, 2001. Kuopio, Finland

Ivar Alexander Kyander, född 22 september 1854 i Kajana, död 16 april 1934 i Karkku, var en finsk jurist, lantdagsman och tidig förespråkare för kvinnors rösträtt i Finland.

## Biografi
Kyanders föräldrar var lantmätaren, godsägaren och grundaren av Kajana sparbank Samuel Henrik Kyander och Sofia Helena Kristina Cronström. Han ingick äktenskap 1896 med Louise Adèle Malm (1870–1950). 
Ivar Alexander Kyander växte upp på herrgården Karolineburg i Kajana och blev student vid Kuopio gymnasium 1872. Han blev juris kandidat vid Helsingfors universitet 1877, verkade som domare i Lappvesi 1879 och blev vicehäradshövding 1879. Han var häradshövding i Jockas, Eura och Tyrvis under åren 1899–1926.  Han blev justitierådman och ansvarig för Rådstuvurätten i Kuopios andra avdelning 1882.
Ivar Alexander Kyander fungerade som borgmästare i Kuopio i olika omgångar åren 1880–1882, och varaktigt från juni 1883 till april 1884. Han engagerade sig starkt i etablerandet av Finlands frivilliga brandkårer – de hastigt växande finska städerna bestod till stor del av träbyggnader – och ledde frivilligbrandkåren i Villmanstrand från dess grundande 1879 till 1881. Därefter ledde han motsvarande brandkår i Kuopio från hösten 1881 fram till åtminstone 1892. 1895 deltog han i den kommitté som utredde inrättandet av fasta brandkårer i Finlands småstäder. Han var fram till sin död 1934 hedersordförande för såväl Villmanstrands som Kuopios brandkårer.
Ivar Alexander Kyander valdes till lantdagsrepresentant för Kajana stad 1897, och i den rollen lade han i februari samma år tillsammans med lantdagsmannen Kustaa Killinen och lagmannen August Herckman (båda från Kuopio) fram en motion till stöd för kvinnors allmänna och lika rösträtt i Finland. Motionen röstades ner, och först 1906 införde Finland som första land i Europa kvinnlig rösträtt. Kuopio var vid den här tiden ett centrum för liberala idéer inte minst kring kvinnors rättigheter, med den slagkraftiga Minna Canth som samlande gestalt. Ivar Alexander Kyander deltog som representant för borgarståndet vid lantdagarna 1897, 1899 och 1900.
När allmän och lika rösträtt för män och kvinnor slutligen infördes, var det istället hans bror senatorn Henrik Waldemar Kyander som var med om att genomföra denna och flera andra historiska liberala reformer, som del i Leo Mechelins senat (motsvarande våra dagars regering) 1905-1908.
2001 sattes ett minnesmärke upp i Kuopio över Herckmans, Killinens och Kyanders lantdagsmotion, utfört av konstnären Taru Mäntynen.
Han var bror till domaren och senatorn Henrik Waldemar Kyander samt prosten och folkbildningsmannen Ernesti Kustaa Kyander.